# Boross Géza (lelkész)
Boross Géza (Kiskunhalas, 1931. december 5. – Budapest, 2010. október 2.) református lelkész, teológiai doktor, egyháztörténész, a Budapesti Református Teológiai Akadémia (majd jogutóda, a Károli Gáspár Református Egyetem) tanára 1982-től 2003-ig.

## Élete
Kiskunhalason született. Gimnáziumi tanulmányait Cegléden végezte, majd 1955-ben teológiai abszolutóriumot szerzett. 1963-ban szentelték református lelkésszé. 1957–1958-ban Németországban tanult, 1958-tól Budapesten a Kálvin téri, 1963-tól 1984-ig a Törökőri gyülekezetben szolgált lelkészként. 1970-ben teológiai doktorátust szerzett Debrecenben A prédikáció dinamikája címmel. 1982 és 2003 között a Budapesti Református Teológiai Akadémián (majd jogutódán, Károli Gáspár Református Egyetem Hittudományi Karán) gyakorlati teológiát tanított. 2003-as nyugalomba vonulását követően professor emeritusként tartott még előadásokat. 2010-ben hunyt el 78 éves korában.

## Művei
- A prédikáció dinamikája, Budapest, 1970
- Történelem a szószéken, Budapest, 1979
- Hogyan prédikáljunk ma?, Budapest, 1981
- Spurgeon kincseskamrája, Budapest, 1986
- C.H. Spurgeon gyakorlati teológiája, Budapest, 1989
- Homiletika (egyetemi kurzus)
- Katechetika (egyetemi kurzus)
- Poimenika (egyetemi kurzus)
- Liturgika (egyetemi kurzus)
- Diakónika (egyetemi kurzus)
- Nem beszédben, hanem erőben, Budapest, 2000
- Akadémikus gyakorlati teológia Magyarországon a 20. században, Stud. Caroliensia 2001,4
- A magyar református gyakorlati teológia diszciplinái a huszadik században, Stud. Caroliensia 2002,3
- Uram, a te Igéd nekem…, Budapest, 2001 (prédikációskötet)